# Lycodes turneri
Lycodes turneri es una especie de pez de la familia de los Zoarcidae en el orden de los perciformes.

## Morfología
Los machos pueden llegar a alcanzar los 25 cm de longitud total.

## Hábitat
Es un pez de mar, de clima polar y demersal que vive entre 10-125 m de profundidad.

## Distribución geográfica
Se encuentra en Alaska, el Canadá y Groenlandia.

## Observaciones
Es inofensivo para los humanos. 